# کو جین یونگ
کو جین یونگ (کره‌ای: 고진영; ۷ ژوئیهٔ ۱۹۹۵) گلف‌باز اهل کره جنوبی است.